# Orani João Tempesta
Orani João Tempesta (São José do Rio Pardo, 23. lipnja 1950.) brazilski je prelat Katoličke Crkve koji je nadbiskup Rio de Janeira od 2009. godine. Prethodno je bio biskup São José do Rio Preta od 1997. do 2004. i nadbiskup Beléma do Pará od 2004. do 2009. godine.
Papa Franjo najavio je u siječnju 2014. da će Tempestu imenovati kardinalom 22. veljače 2014. godine.